# Programa de Proteção e Defesa do Consumidor

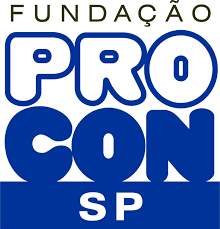
Logotipo do Procon-SP

Programa de Proteção e Defesa do Consumidor (PROCON), por vezes referido como Serviço de Defesa do Consumidor, Fundação de Proteção e Defesa do Consumidor ou Delegacia do Consumidor, são órgãos estaduais e municipais de proteção e defesa do consumidor regidos pelo Código de Defesa do Consumidor.
Atualmente, é composto por 27 órgãos estaduais e mais de 960 unidades espalhadas por 750 cidades brasileiras – integrantes do Sistema Nacional de Defesa do Consumidor (SNDC) da Secretaria Nacional do Consumidor do Ministério da Justiça (Senacon/MJSP).
Funciona como um órgão auxiliar do Poder Judiciário, com a finalidade de proteger, amparar e defender os interesses coletivos dos consumidores de práticas comerciais enganosas ou que lhe tragam danos ou prejuízos, e quando não há acordo, encaminhar o caso para o Juizado Especial Cível ou instaurar inquéritos para apurar possíveis crimes contra as relações de consumo. Também atua fiscalizando o mercado de consumo, de forma a evitar e punir práticas abusivas pelos fornecedores de bens e/ou serviços.

## Fundação Procon-SP

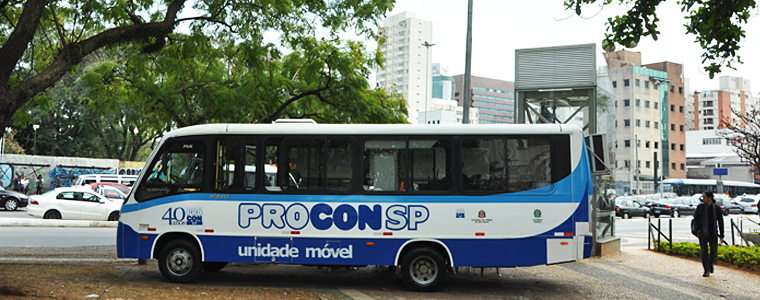
Unidade móvel da Fundação Procon-SP

O Estado de São Paulo foi o primeiro a criar um órgão público de proteção e defesa do consumidor no país para orientação, fiscalização e harmonização das relações de consumo. Iniciando suas atividades em 1976, o surgimento da Fundação foi fundamental para o fortalecimento do Sistema Nacional de Defesa do Consumidor. Reconhecido no Brasil pelo pioneirismo, o Procon-SP ocupa o quarto lugar entre as instituições de maior confiança da população.
O Procon-SP foi estabelecido primeiramente pelo governo estadual por meio de decretos. A partir da criação deste Procon, foram e estão sendo criados outros Procons municipais no estado. Nem todas as cidades do Estado de São Paulo possuem um Procon Municipal.